# Valley of the Damned
Valley of the Damned —en español: Valle de los malditos— es el álbum debut de Dragonforce, publicado en el 2003, mientras que su nombre era todavía DragonHeart, una versión de demostración del álbum fue grabada y enviada a Noise Records, ganando posteriormente DragonHeart un contrato con el sello. Fue más tarde que volvió a grabar a finales de 2000 y lanzada como álbum debut de la banda de estudio el 25 de febrero de 2003, tras obtener ofertas de la banda con Noise Records. Además, después de descubrir la existencia de otra banda con el nombre de DragonHeart, se decidió que cambiaría su nombre a Dragonforce, el nuevo nombre que claramente visible en la parte superior de la cubierta. Este álbum iba a ser remasterizado y lanzado con un DVD extra en el 24 de septiembre de 2007, pero posteriormente se retrasó y se fijó para el lanzamiento en el Reino Unido el 24 de mayo de 2009. La versión remasterizada del álbum junto con el relanzamiento de Sonic Firestorm fue lanzado el 22 de febrero de 2010.

## Recepción
La reseña hecha por James Christopher Monger para la revista Allmusic galardonó el álbum con 4 estrellas y afirma que "El álbum debut de los grandes del power metal del Reino Unido Dragonforce, es un asunto polarizante. Valley Of The Damned podría ser interpretado como una hinchada, Spinal Tap-homenaje al estilo de principios de los años 80 la fantasía -metal, y en muchos sentidos, sin embargo, está muy bien interpretado y ejecutado con tanta alegría que bien podría reavivar el género entero. Desde el tema que da título al épico puño de bombeo más cercano, "Heart of a Dragon, "la pirotecnia de la guitarra de Herman Li y Sam Totman iluminan el cielo como una tercera guerra mundial, doblando a la sumisión de riffs melódicos mientras no exageran. Theart ZP, el vocalista no tiene reparos en emular a héroes como Bruce Dickinson (Iron Maiden) y Michael Kiske (Helloween), pero sus aullidos lupinos tienen un carácter propio. Valley of the Damned no pueden ser innovador o catártica, y letras como "En la tierra del deseo con el corazón lleno de fuego que vive para el derecho a no ser / Se navega por siempre a la tierra de la estrella de la tarde "puede cruzar la línea de la parodia al heavy metal, pero es innegablemente entretenido, tocado por expertos, e interminablemente divertido".

## Lista de temas
| N.º | Título                             | Letras                 | Música           | Duración |  |
| 1.  | «Invocation of Apocalyptic Evil»   | —                      | Sam Totman       | 0:14     |  |
| 2.  | «Valley of the Damned»             | Totman, ZP Theart      | Totman           | 7:11     |  |
| 3.  | «Black Fire»                       | Totman, Theart         | Totman           | 5:47     |  |
| 4.  | «Black Winter Night»               | Totman, Theart         | Totman           | 6:30     |  |
| 5.  | «Starfire»                         | Totman, Theart         | Totman           | 5:53     |  |
| 6.  | «Disciples of Babylon»             | Theart                 | Herman Li        | 7:16     |  |
| 7.  | «Revelations»                      | Totman, Theart         | Totman           | 6:52     |  |
| 8.  | «Evening Star»                     | Li, Theart             | Li               | 6:39     |  |
| 9.  | «Heart of a Dragon»                | Totman, Theart         | Totman           | 5:23     |  |
| 10. | «Where Dragons Rule» (Bonus track) | Steve Williams, Theart | Totman, Williams | 5:50     |  |

### Demo track listing
| N.º | Título                 | Letras         | Música | Duración |  |
| 1.  | «Valley of the Damned» | Totman, Theart | Totman | 6:56     |  |
| 2.  | «Revelations»          | Totman, Theart | Totman | 6:57     |  |
| 3.  | «Starfire»             | Totman, Theart | Totman | 5:45     |  |
| 4.  | «Black Winter Night»   | Totman, Theart | Totman | 6:20     |  |
| 5.  | «Disciples of Babylon» | Theart         | Li     | 7:06     |  |

Nota: La edición japonesa de la demostración incluyó una grabación remasterizada de "Where Dragons Rule" como pista extra. La versión de demostración original de la canción es extremadamente rara, al igual que las versiones originales de "Black Fire" que nunca se lanzó. Sin embargo, las demos de las canciones "Evening Star" y "Heart of a Dragon" se lanzaron en 2010 como bonus tracks japoneses para la reedición de Valley of the Damned. Además, Valley of the Damned es el único álbum de DragonForce que tiene una canción principal.
Nota: "Black Fire" muestra el tema de introducción del juego de arcade de 1987 Double Dragon, compuesto por Kazunaka Yamane.

### Bonus DVD
El Bonus DVD incluye entrevistas con los miembros de la banda y el productor sobre el período de Valley of the Damned y el remix, material filmado profesionalmente de su primera gira japonesa, dos comentarios; uno de Herman Li y Vadim Pruzhanov y otro de ZP Theart y Karl Groom, material entre bastidores de una presentación en vivo en Japón y de la grabación, en Dinamarca, y la sesión de remezclas del álbum.

## Formación
- Herman Li: Guitarra eléctrica y acústica, voz de acompañamiento
- Sam Totman: Guitarra eléctrica
- ZP Theart: Voz y voz de acompañamiento
- Vadim Pruzhanov: Teclados y piano
- Didier Almouzni: Batería

## Músicos invitados
- Diccon Harper: Bajo
- Clive Nolan: Voz de acompañamiento, teclados adicionales

## Trivia
- El tema "Heart of a Dragon" tiene una melodía similar a la rima de guardería para niños "Five little speckled frogs" (en español "Cinco pequeñas ranas moteadas"). Esto es algo aludido al guitarrista Herman Li en una entrevista para HMP cuando cómicamente declara: "...tienes que robar sus canciones también. Nosotros robamos las nuestras a las rimas de guardería y canciones de niños, ¡por eso son tan pegadizas!"
- El tema para el juego Double Dragon puede ser oído en el tema "Black Fire", empezando desde 3:41 y terminando en 4:01
- "Invocation of Apocalyptic Evil" es simplemente una oleada hecha por el teclado, una introducción a la canción "Valley of the Damned". Esto un homenaje a las primeras canciones de muchos álbumes antiguos de heavy metal, cuyas primeras canciones solían ser largos solos de teclado.
- El coro y el final de la canción "Valley of the Damned" tiene una progresión de acordes al Canon en Re mayor de Pachelbel, aunque está entonada un cuarto más alto.
- La música del juego The Last Ninja puede ser oída en la canción "Revelations", empezando en 4:00 y terminando en 4:13
- El coro de la versión 2003 de la canción "Black Winter Night" es totalmente distinto a la versión del 2000

## Remasterización
Durante la grabación ocurrieron varios problemas. La voz se escuchaba con efectos de eco. Todo ello se corrigió con la remasterización del álbum, que salió en 2010.